# Avram Hershko
Avram Hershko (tiếng Hebrew: אברהם הרשקו) (sinh ngày 31.12.1937) là một nhà hóa sinh người Israel, đã đoạt giải Nobel Hóa học năm 2004.

## Tiểu sử
Hersko sinh tại Karcag, Hungary, trong một gia đình Do Thái. Trong thế chiến thứ hai, chính phủ Hungary - theo phe Đức quốc xã – đã bắt cha ông đi lao động cưỡng bách năm 1942, và được gửi tới lao động ở mặt trận chống Liên Xô. Cha ông bị Hồng quân bắt làm lao công cưỡng bách tới năm 1946 mới được phóng thích. Năm 1944, người mẹ và 2 anh em ông được đưa lên một chuyến xe lửa chở sang Áo để làm lao công, tới năm 1945 thì được quân đội Liên Xô giải phóng. Năm 1946 mẹ con ông được đoàn tụ với người cha, từ Liên Xô trở về. Họ về sống ở Budapest, tới năm 1950 thì gia đình di cư sang Israel, cư ngụ tại Jerusalem.
Năm 1956 ông bắt đầu vào học ở "Hebrew University-Hadassah Medical School", thời đó là trường Y học duy nhất của Israel. Ông đậu bằng bác sĩ y khoa năm 1965 và thi hành nghĩa vụ quân sự từ năm 1965-1967 như một bác sĩ quân y. Hết hạn nghĩa vụ quân sự, ông trở lại nghiên cứu ở phòng thí nghiệm của Mager để chuẩn bị luận án tiến sĩ từ 1967-1969. Năm 1969 ông đậu bằng tiến sĩ ở "Hebrew University-Hadassah Medical School", Jerusalem, Israel. Hiện nay ông là giáo sư danh tiếng ở Phân khoa Y học Rappaport của Technion tại Haifa.
Cùng với Aaron Ciechanover và Irwin Rose, ông đã đoạt giải Nobel Hóa học năm 2004 cho công trình phát hiện ra sự suy thoái protein do trung gian của ubiquitin.

## Gia đình
Hershko kết hôn với Judith (nhũ danh Leibowitz, sinh và lớn lên ở Thụy Sĩ) năm 1963. Họ có ba con trai.

## Các giải thưởng và vinh dự
- 1987 - Giải Weizmann cho Khoa học (Israel)
- 1994 - Giải Hóa sinh của Israel[3]
- 1999 - Giải quốc tế Quỹ Gairdner (chung với A. Varshavsky)
- 2000 - Giải Albert Lasker cho nghiên cứu Y học cơ bản (chung với A. Ciechanover và A. Varshavsky).
- 2000 - Giải Alfred P. Sloan, Jr.
- 2001 - Giải Louisa Gross Horwitz của Đại học Columbia
- 2001 - Giải Wolf về Y học (Israel), chung với Alexander Varshavsky, cho công trình phát hiện ra hệ thống ubiquitin của sự thoái hóa protein nội bào cùng các chức năng quyết định của hệ thống này trong việc điều chỉnh tế bào."[4]
- 2003 - Viện sĩ thông tấn nước ngoài của Viện Hàn lâm Khoa học quốc gia Hoa Kỳ
- 2004 - Giải Nobel Hóa học chung với Aaron Ciechanover và Irwin Rose, cho việc phát hiện ra sự suy thoái protein do trung gian của ubiquitin.[5][6]

## Tác phẩm
- Hershko, A., Ciechanover, A., Heller, H., Haas, A.L., và Rose I.A. (1980) "Proposed role of ATP in protein breakdown: Conjugation of proteins with multiple chains of the polypeptide of ATP-dependent proteolysis". Proc. Natl. Acad. Sci. USA 77, 1783-1786.
- Hershko, A., Heller, H., Elias, S. and Ciechanover, A. (1983) Components of ubiquitin-protein ligase system: resolution, affinity purification and role in protein breakdown. J. Biol. Chem. 258, 8206-8214.
- Hershko, A., Leshinsky, E., Ganoth, D. and Heller, H. (1984) ATP-dependent degradation of ubiquitin-protein conjugates. Proc. Natl. Acad. Sci. USA 81, 1619-1623.
- Hershko, A., Heller, H., Eytan, E. and Reiss, Y. (1986) The protein substrate binding site of the ubiquitin-protein ligase system. J. Biol. Chem. 261, 11992-11999.
- Ganoth, D., Leshinsky, E., Eytan, E., và Hershko, A. (1988) A multicomponent system that degrades proteins conjugated to ubiquitin. Resolution of components and evidence for ATP-dependent complex formation. J. Biol. Chem. 263, 12412-1241.
- Sudakin, V., Ganoth, D., Dahan, A., Heller, H., Hershko, J., Luca, F.C., Ruderman, J.V. and Hershko, A. (1995). The cyclosome, a large complex containing cyclin-selective ubiquitin ligase activity, targets cyclins for destruction at the end of mitosis. Mol. Biol. Cell 6, 185-198.

## Các hoạt động trong Công nghệ Sinh học
Giáo sư Hershko là thành viên trong Ban cố vấn Khoa học của Oramed Pharmaceuticals. Cùng với Hershko, Derek Leroith, Ele Ferrannini, Nir Barzilai, Ehud Arbit, và Miriam Kidron điều khiển đội lãnh dạo khoa học của Oramed. Oramed hiện đang sản xuất loại thuốc bao con nhộng Oral Insulin (Insulin để uống), ORMD-0801. thuốc bao con nhộng Oral Insulin của Oramed hiện được thử nghiệm cho các bệnh nhân bị bệnh tiểu đường loại 2 (Type 2 Diabetes Mellitus) ở Nam Phi.
Ngoài ra, giáo sư Hershko cũng có chân trong Ban giám đốc của Ivax Corporation. Công ty này khai triển các dược phẩm đặc biệt, các thuốc điều trị ung thư và hô hấp. Ivax được Teva Pharmaceutical Industries mua trong tháng 1 năm 2006.